# Pachydomellidae
De Pachydomellidae zijn een familie van uitgestorven kreeftachtigen uit de klasse van de Ostracoda (mosselkreeftjes).

## Geslachten
- Ampuloides Polenova, 1952 †
- Decoranewsomites †
- Hellebardia Jordan, 1964 †
- Microcheilinella Geis, 1933 †
- Paramicrocheilinella Sun, 1978 †
- Parasclerites Swain, 1962 †
- Spinomicrocheilinella Kozur, 1985 †
- Triplacera Gruendel, 1961 †
- Tubulibairdia Swartz, 1936 †